# Máchovo jezero
Máchovo jezero, hovorově Mácháč, ještě po 1. světové válce známý jako Velký rybník nebo Velký Dokeský rybník (německy Mácha-See, historické názvy Großteich nebo Hirschberger Großteich), je velký rybník v katastrálním území Doksy u Máchova jezera v okrese Česká Lípa v Libereckém kraji, s rozlohou 284 hektarů šestý největší rybník v Česku a největší český rybník mimo jižní Čechy. Byl založen ve 14. století na příkaz českého krále a císaře Karla IV. Ve 30. letech 19. století u něho opakovaně pobýval básník Karel Hynek Mácha, který do jeho bezprostředního okolí umístil děj známé lyrickoepické skladby Máj. V dnešní době je využíván zejména k rekreaci – je centrem Máchova kraje, oblíbené a navštěvované turistické lokality. V jeho okolí se nachází mnoho rekreačních zařízení a kempů.

## Historie

### Založení
Rybník byl založen v roce 1366 Karlem IV. V rašelinné pánvi na Robečském potoku (přítok Ploučnice). Okolnosti založení rybníka doložil jednak pražský kanovník Beneš Krabice z Veitmile (udáno založení v říjnu 1366) a také kronikář Jan z Gubenu. Druhý zápis byl sepsán v Žitavě roku 1367 a zmiňoval i v Čechách dosud nevídaný druh ryb, parmy neboli vousáči. Rybník byl popisován jako rybník nad Hirschbergem (německý název Doks). Existují tvrzení, že rybník byl založen již roku 1272.

### Další vývoj
Před rokem 1920 patřil Velký rybník k velkostatku hrabat z rodu Valdštejnů. Mlýn s náhonem na potoce ve Starých Splavech je doložen od roku 1272 a tak některé prameny udávají vznik prvotního rybníka již tímto datem.

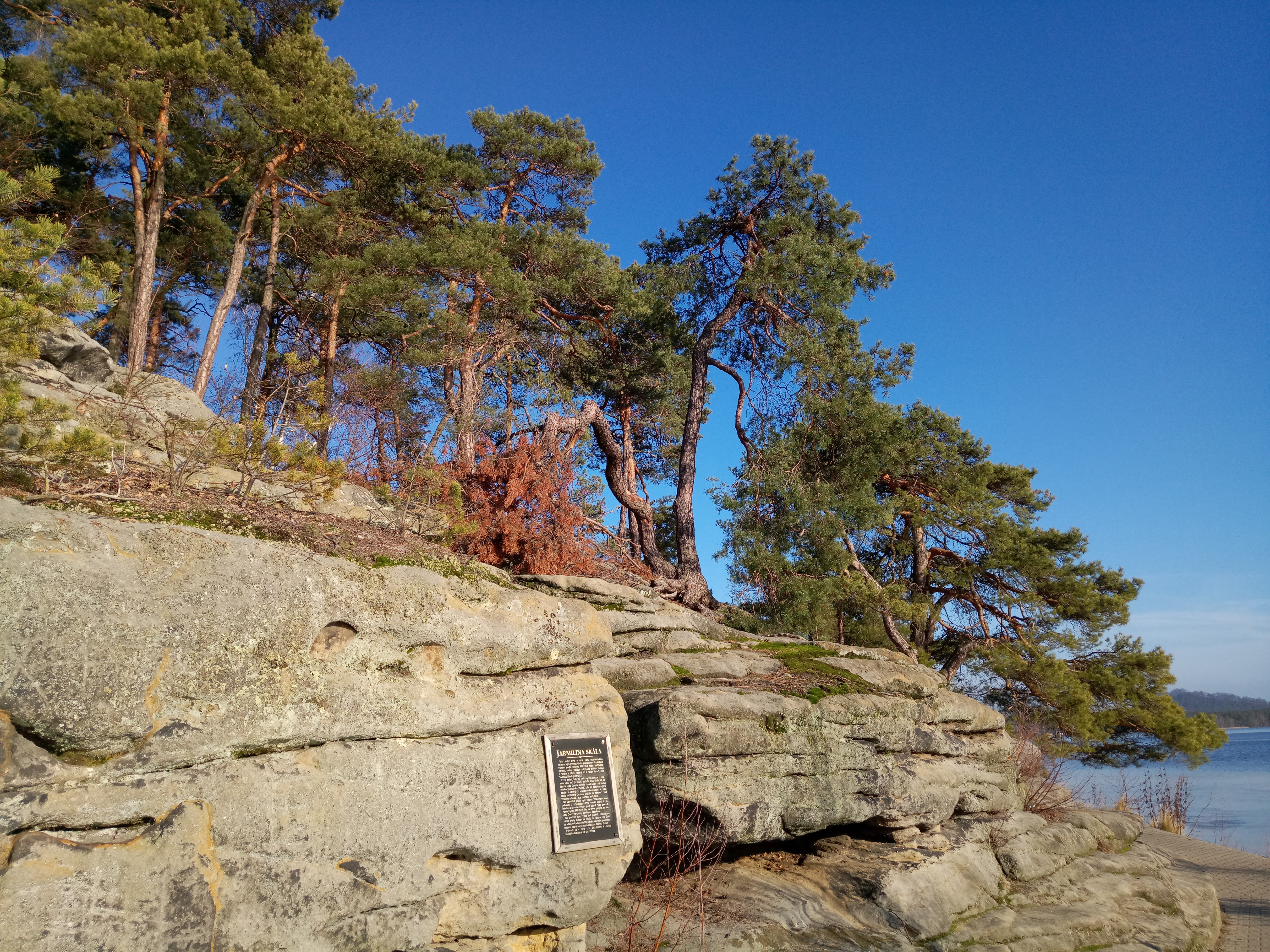
Jarmilina skála

Tradice letních lázeňských pobytů v Doksech a u dnešního Máchova jezera sahá do 19. století, a předcházela i rozšíření kultu Karla Hynka Máchy. Básník Mácha zde byl šestkrát, poprvé roku 1832. Ve druhém dílu dokské kroniky Josefa Quaißera je jako první letní host v Doksech uveden vídeňský květinář Franz Mayer, který se tu těžce nemocný zotavoval u své sestry. Angelus Waldstein ve své knize o Doksech uvedl, že díky dopravnímu spojení (železnice vede do Doks již od roku 1866) a obchodníkům s chmelem se Doksy stávaly od osmdesátých let 19. století známé jako okouzlující kraj. Jak zapsal dokský kronikář Josef Quaißer, lesní cesty ve vrchnostenském teritoriu nebyly přístupné.  

Roku 1896 vyšel Ernest hrabě Valdštejn obecnímu úřadu vstříc tím, že povolil přístup k rybníku a na následujících 12 let v něm povolil koupání, avšak pouze na vyhrazených místech, s tím že v případě porušování pravidel by vrchnost mohla povolení zrušit. Opatření byla porušována a vrchnost opakovaně u města protestovala, přesto ke zrušení povolení zřejmě nikdy nedošlo. Na přelomu století vznikla jako orgán spolupráce města s vlastníkem Jezerní komise. Po roce 1900 se v letovisko začaly proměňovat i Staré Splavy. Pražští lékaři začali doporučovat rodičům ozdravný pobyt dětí u Máchova jezera, absence průmyslu se z nevýhody stala výhodou. Přesto například ještě v roce 1904 i následujících letech nejsou Doksy uvedeny v seznamu asi 80 menších sídel, které byly kromě tradičních českých lázní vyjmenovány v ročence Lázně, místa léčební a sídla letní. Na břehu Čepelského rybníka vznikla roku 1906 lázeňská budova s různými druhy sprch a rašelinnými lázněmi, lázně však byly silně ztrátové a v dobových průvodcích a prospektech byly zmiňovány jen okrajově. 

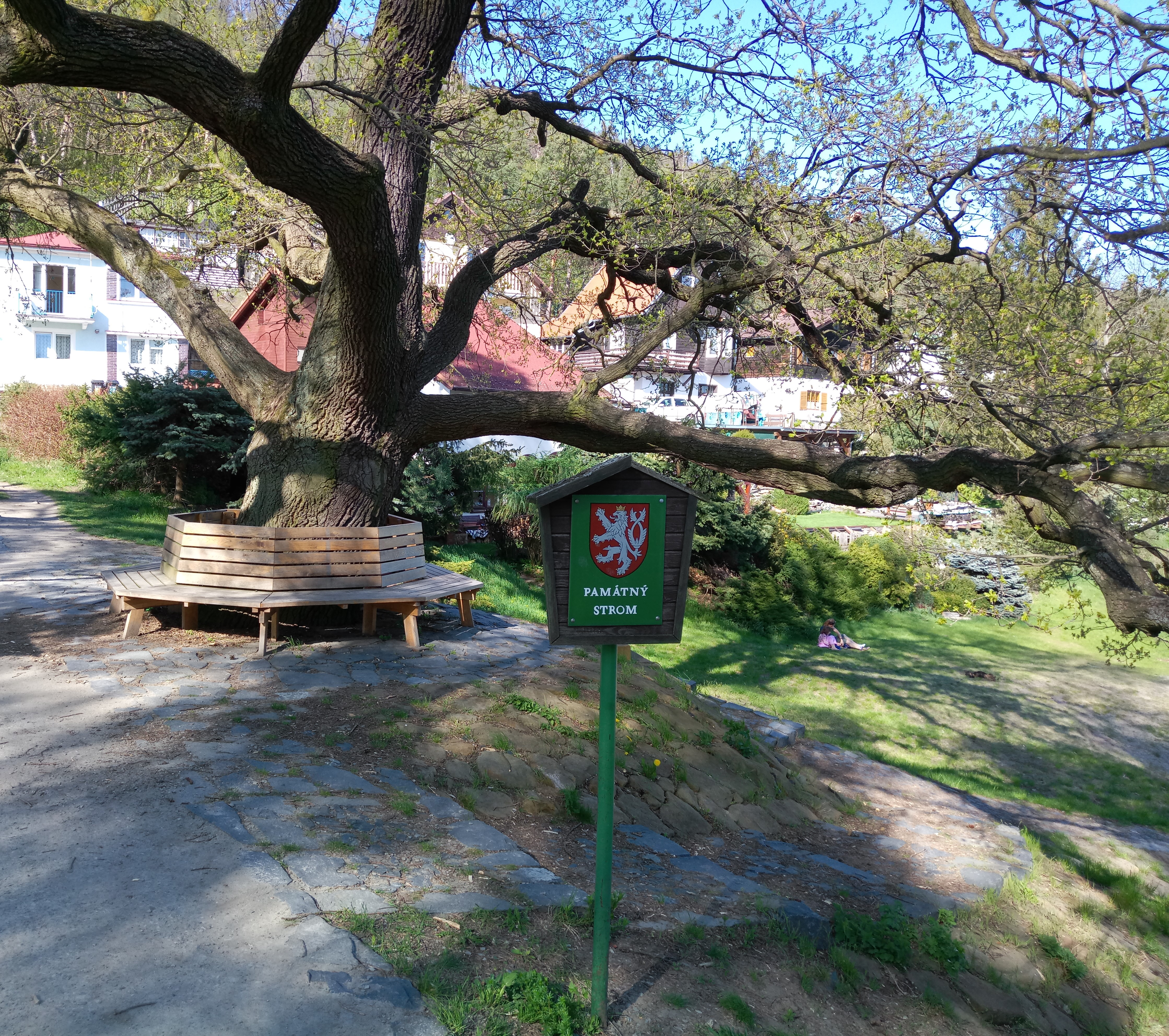
Památný dub na hrázi ve Starých Splavech

V roce 1920 koupila obec Doksy od hraběte Adolfa z Valdštejna, který byl k prodeji nucen pozemkovou reformou, pozemky na pobřeží Velkého rybníka, s tím že prodávající měl nárok na 40% účast v zamýšlené akciové společnosti – do té doby byl rybník pro rekreaci uzavřen. Zároveň město získalo právo provozovat na rybníce koupání a plavbu loděk. Již od června 1920 zajišťoval parníček pravidelnou dopravu mezi Doksy a Starými Splavy. Do pláží investovalo město s Valdštejny poměrem půl na půl. V roce 1926 byla ustanovena lázeňská správa sestávající z pěti členů, zodpovědná obecní radě. Podnik byl rozdělen na dva provozy, pobřežní zařízení a plavební podnik, v němž měl Valdštejnův velkostatek poloviční podíl. Po roce 1928 byl Velký rybník plně otevřen rekreaci. Již od počátků se dbalo i na ochranu přírody omezením vodní dopravy v některých zátokách.
Do okolí rybníku byly vynaloženy velké investice a byla provozována reklama. Atrakcemi byly písečné pláže (charakteristickým motivem prospektů byly dětmi postavené hrady z písku), sluneční záření a panoráma s vrchem hradu Bezděz a členitým pobřežím (vrchy Borný a Šroubený), vodní atrakce i plavby parníčkem, fungovala zde půjčovna loděk a plachetnic i kursy plavání. Německy psané prospekty té doby zdůrazňovaly jiný aspekt krajiny, a to tichá místa a tiché hodiny, v nichž jezero, lesy a hrad zněly jako staroněmecký chorál. Moderní trendy vyvolávaly i pohoršení místních obyvatel, například roku 1922 si Anna Hofmannová stěžovala starostovi Doks Diessnerovi na nepřítomnost mravnostní policie, neboť "vše se tu koupe dohromady: ženy, muži, děti velké i malé, úplně bez rozpaků, dámy oblečené v trikotech, díky nimž jim jde vidět téměř vše, co by mužským očím mělo zůstat skryto, a muži na sobě mají plavky, které jsou často nanejvýš primitivní a kam se alespoň trochu slušné ženské oko stydí pohlédnout". Rozvoj turistiky vedl i ke zvelebení okolí: ve městě Doksy vznikala hřiště a sportovní zařízení, okrašlovací spolek vysazoval háje, aleje a sady a vyznačoval turistické trasy, prosperovalo kino Heller a restaurace. Hudební a taneční akce se v letní sezóně konaly denně. Přesto například v souvislosti se sychravou sezónou roku 1936 autor místní české kroniky poznamenal, že Doksy samy jsou nevábného vzhledu (údajně stály cestou od nádraží tři řady odporných stodol) a nemají nic, co by lákalo či kde by se trávily nevlídné dny.
Snahy malých měst učinit ze sebe letní sídlo se ostatně v té době stávaly terčem satiry. V roce 1920 vznikla satirická básnička Letovisko Doksy, která zesměšňuje poměry na pláži a o zcela novém parníku Greif se píše, že zezadu nepůsobí ani pyšně, ani krásně a že jeho vlajka má barvu posmrkaného kapesníku. Kvůli chybějící kanalizaci, nedostatečnému dláždění, elektrifikaci a vodovodu Doksy neuspěly se žádostmi o obnovení statusu města, který jim byl odebrán za josefinských reforem. Turistická sláva Doks, Starých Splavů a Máchova jezera propukla až ve třicátých letech, kdy se město ve svém prospektu nazývá největšími lázněmi pod širým nebem v Československu a v průvodcích je toto místo přirovnáváno k nejznámějším světovým letoviskům, Riviéře, Sv. Mořici či Itálii. Roku 1934 vyšel v novinách článek Máchovo jezero – perla České země, jehož autor vyzýval i k zimnímu rekreačnímu využití. Roku 1930 bylo evidováno 3818 návštěvníků, kteří zde strávili alespoň dva týdny.
Po roce 1945 lázně u Čepelského rybníka postupně skomíraly. Máchovo jezero muselo být vyčištěno od zbraní a dalšího materiálu, který tam naházela ustupující německá armáda. Pobřeží bylo upraveno. "Buržoazně" a německy znějící slova „jezerní lázně“ byla nahrazována novým termínem „rekreační středisko“.

## Spory o název

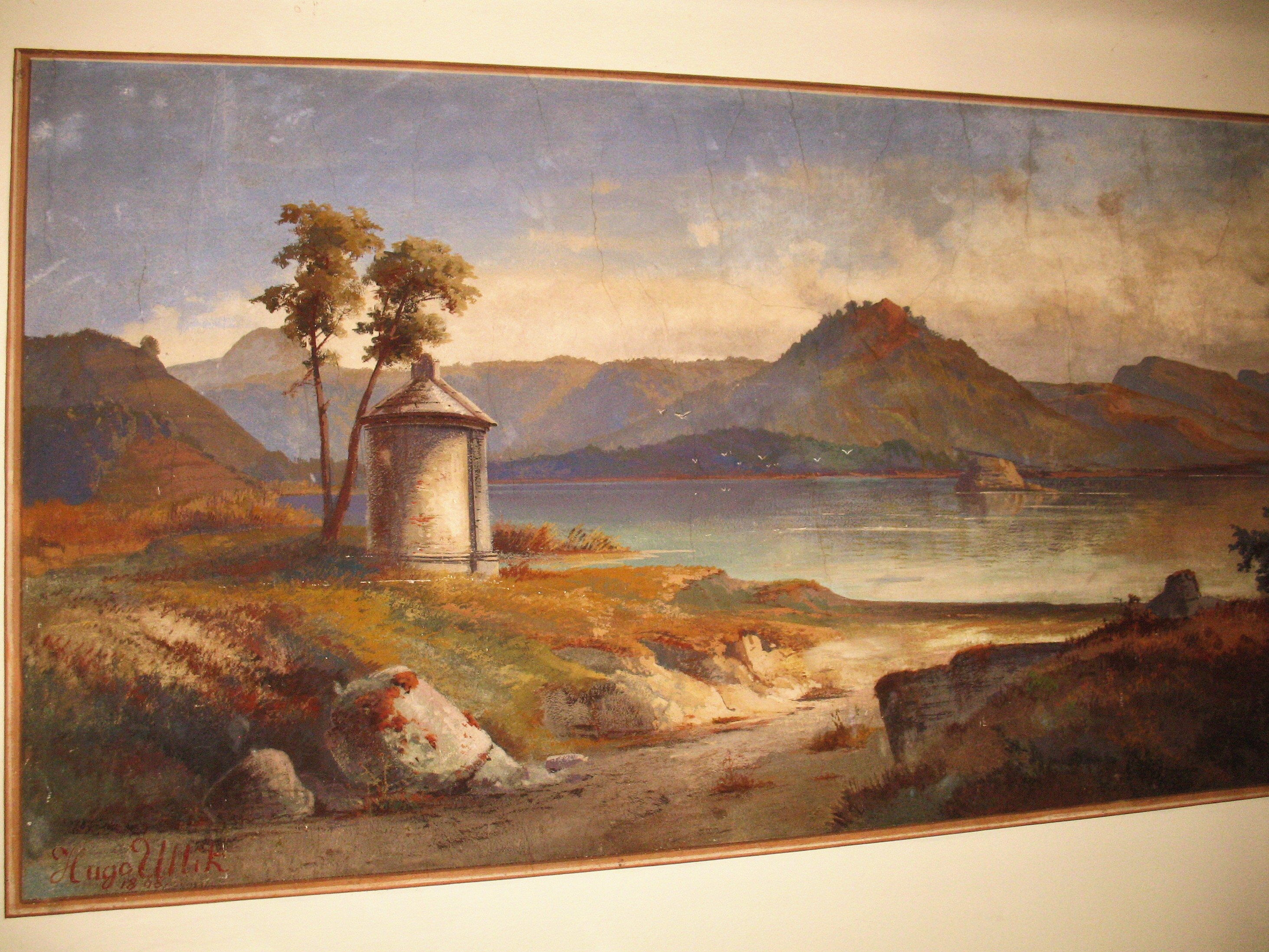
Velký rybník na nástěnné malbě Hugo Ullika z roku 1869 v tzv. hraběcí čekárně v železniční stanici Doksy

Název Máchovo jezero se vžil postupně už koncem 19. století v souvislosti s vyzdvižením památky na K. H. Máchu mezi českou veřejností a proti jeho používání protestovali jak Němci, tak zčásti i odborníci. Např. Názvoslovná komise při Geografickém komitétu Národní rady badatelské vydala své zamítavé stanovisko v roce 1932 ve sborníku Bezděz. Přesto jej použil v roce 1931 Bohumil Kinský v názvu svého turistického průvodce. Pojmenování jezera po významném básníkovi Máchovi navrhl znovu v roce 1938 turistický spolek v Doksech, příslušná jazyková komise však návrh znovu odmítla. Místní podnikatelé zvali své zákazníky v inzerátech roku 1938 do Doks u jezera. Pojmenování Máchovo jezero se začalo používat oficiálně až řadu let po poválečném odsunu Němců. Revoluční národní výbor nechal v červnu 1945 vyrobit poštovní razítko s názvem Doksy u Máchova jezera. Ministerstvo vnitra v Praze však i roku 1945 odmítlo požadavek obce o úřední používání přívlastku U Máchova jezera. Až v roce 1961 byl Velký rybník a celý okolní kraj o rozloze 1813 km² označen úředně jako Máchův.

## Vodní režim
Rybník napájejí dva přítoky: hlavní je Robečský potok (místní názvy na jeho toku jsou Okenský, Dokský či Dokeský), jenž napájí tzv. Dokeskou zátoku rybníka a jeho přítok, Břehyňský potok, vytékající z nedalekého Břehyňského rybníka, napájející tzv. Břehyňskou zátoku. Odtok z rybníka se oficiálně nazývá Robečský potok (místní název je též Mlýnský), jenž dále na svém toku napájí Novozámecký rybník a nakonec se v Dubici, místní části České Lípy, vlévá do Ploučnice.

## Technické parametry

Pohled na výpusť Máchova jezera ve Starých Splavech

Hráz je vysoká 10,0 m, délka v koruně 209 m, šířka koruny hráze 6–8 m. Při normální hladině na kótě 266,30 m n. m. je zatopená plocha cca 312 ha, objem vody v nádrži přibližně 6,782 mil. m³ a délka vzdutí 3,1 km. Průměrná hloubka nádrže je 2,2 m, maximální hloubka vody je v rybniční stoce před hrází, přibližně 5,2 m, hloubka u vtoku do spodních výpustí je 4,9 m. Ovšem na vojenských či turistických mapách je mylně udávána hloubka přes 10 m – tuto chybu způsobilo vojenské nařízení, které v blízkosti sovětských vojenských prostorů předepisovalo 10 m jako minimální hloubku pro tanková cvičení. Proto bývá Máchovo jezero nesprávně uváděno jako nejhlubší rybník v České republice s hloubkou 12 m, ačkoli ani s touto hloubku by Máchovo jezero zmíněné prvenství nedrželo, protože hloubku 12 m překonává mimo jiné rybník Mrhal o vodní hloubce 15 m následované 3 m neodtěžených sedimentů.
Generální oprava hráze byla provedena roku 1972. Výpust a hráz byly znovu opraveny 2014–2015.

## Ochrana přírody
Uprostřed jezera jsou dva ostrůvky Myší zámek (nebo Myšlín) a Kachní ostrov. Oba jsou nepřístupné, protože se na nich rozkládají ornitologické rezervace. Na Myším ostrově jsou zbytky tvrze z 15. století.
U části pobřeží rybníka, konkrétně v jeho východní (Břehyňské) a severní zátoce, byla zřízena národní přírodní památka Swamp, sloužící k ochraně zbytků původního rašeliniště.
Území Swampu spolu s nedalekými vodními plochami (Břehyňský rybník, Hradčanské rybníky, Novozámecký rybník, Heřmanický rybník), okolními lesy a vyvýšeninami bylo kvůli ochraně ptactva v roce 2004 zařazeno do chráněné lokality s názvem Ptačí oblast Českolipsko - Dokeské pískovce a mokřady v rámci evropské soustavy Natura 2000.

## Cestovní ruch

### Rekreace

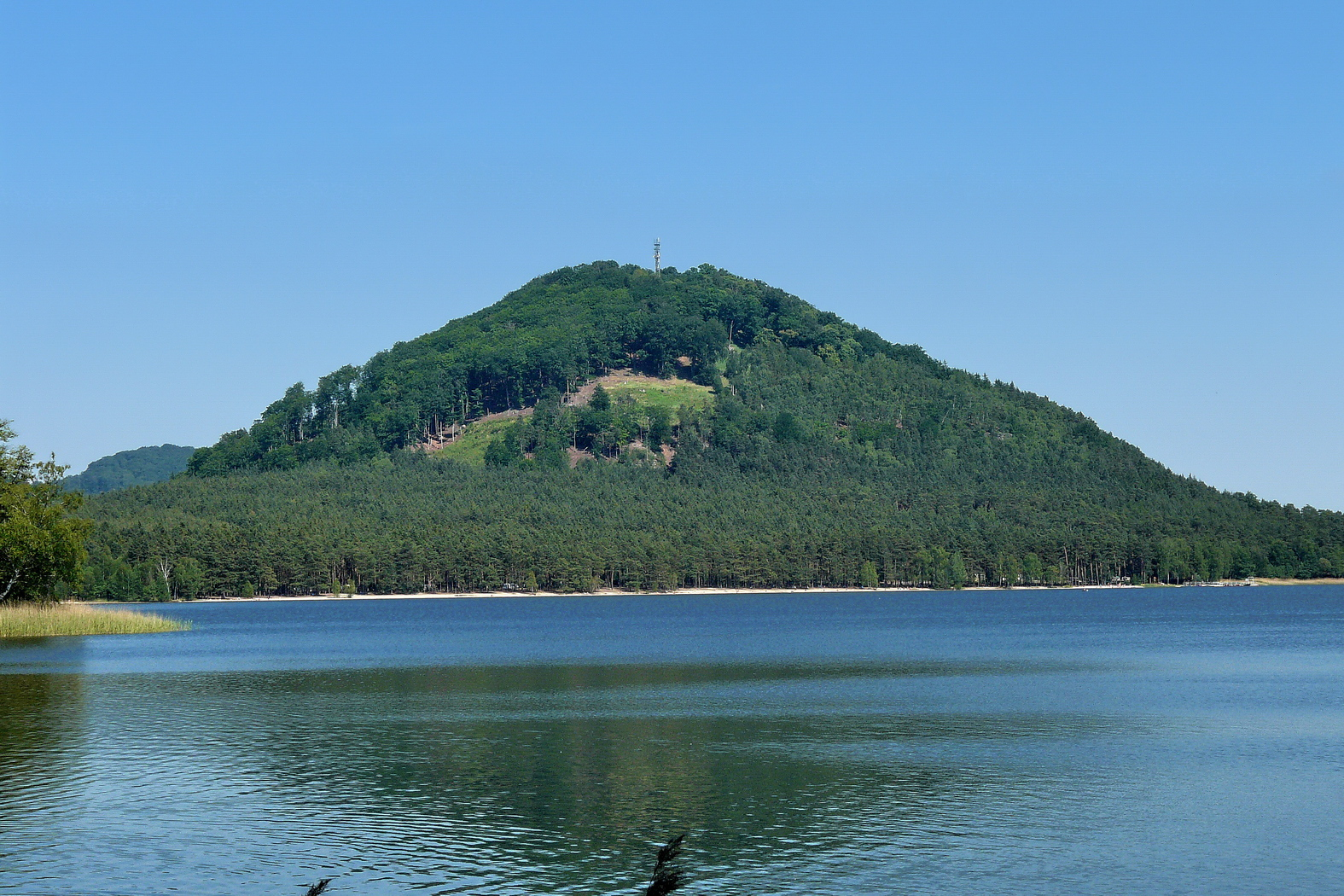
Vrch Borný a pláže pod ním

Vedle řady hotelů, restaurací, penzionů a dalších zařízení určených pro rekreaci a trávení volného času v Doksech a Starých Splavech se zejména na severním a severovýchodním břehu jezera nachází řada kempů (Borný, Klůček, Bílý Kámen), pláží a chatových oblastí. Nejen milovníkům taneční hudby je známa Diskotéka Bílý Kámen a festival elektronické taneční hudby Mácháč, pořádaný každoročně přímo na pláži kempu Klůček. V této oblasti patří mezi populární činnosti zejména vodní sporty, turistika, cykloturistika či houbaření. Každoročně na jaře je pořádán cyklus výletů s názvem „Máchovi v patách“, jsou zde organizovány orientační běhy, plážový volejbal a mnoho dalších sportovně rekreačních aktivit. Mezi tradiční kulturní a společenské akce patří jarní otvírání jezera v Doksech a letní ve Starých Splavech spojené s poutí a lidovou zábavou.
V zimě bývá zamrzlá plocha jezera využívána pro bruslení, lední hokej i běžkaři, v provozu jsou stánky s občerstvením.
U jezera mezi Doksy a Starými Splavy byl postaven nový hotel Port, který byl oceněn v září 2013 jako Stavba roku Libereckého kraje.

### Autokemp Klůček
V roce 1989 byl jediným veřejným, nepodnikovým kempem na břehu Máchova jezera. Provozoval jej Okresní podnik služeb, závod 05 Doksy, byl kategorie B, rozloha 150 000 m² vč.části rezervované podnikové a zahraniční rekreaci (z NDR), kapacita 1700 osob, v areálu bylo 23 chatek a budova se sociálním zařízením rekreantů. Přístup byl a je z Doks po asfaltové komunikaci.

### Lodní doprava
V roce 1903 se objevily první loďky na Čepelském rybníku u centra Doks. V červnu 1920 byl na Velký rybník spuštěn nově koupený parníček Greif, který s hodinovým intervalem pendloval mezi Doksy a Starými Splavy. Akciový podnik pro rekreační využívání rybníku byl rozdělen na dva provozy, pobřežní zařízení a plavební podnik, v němž měl Valdštejnův velkostatek poloviční podíl. 

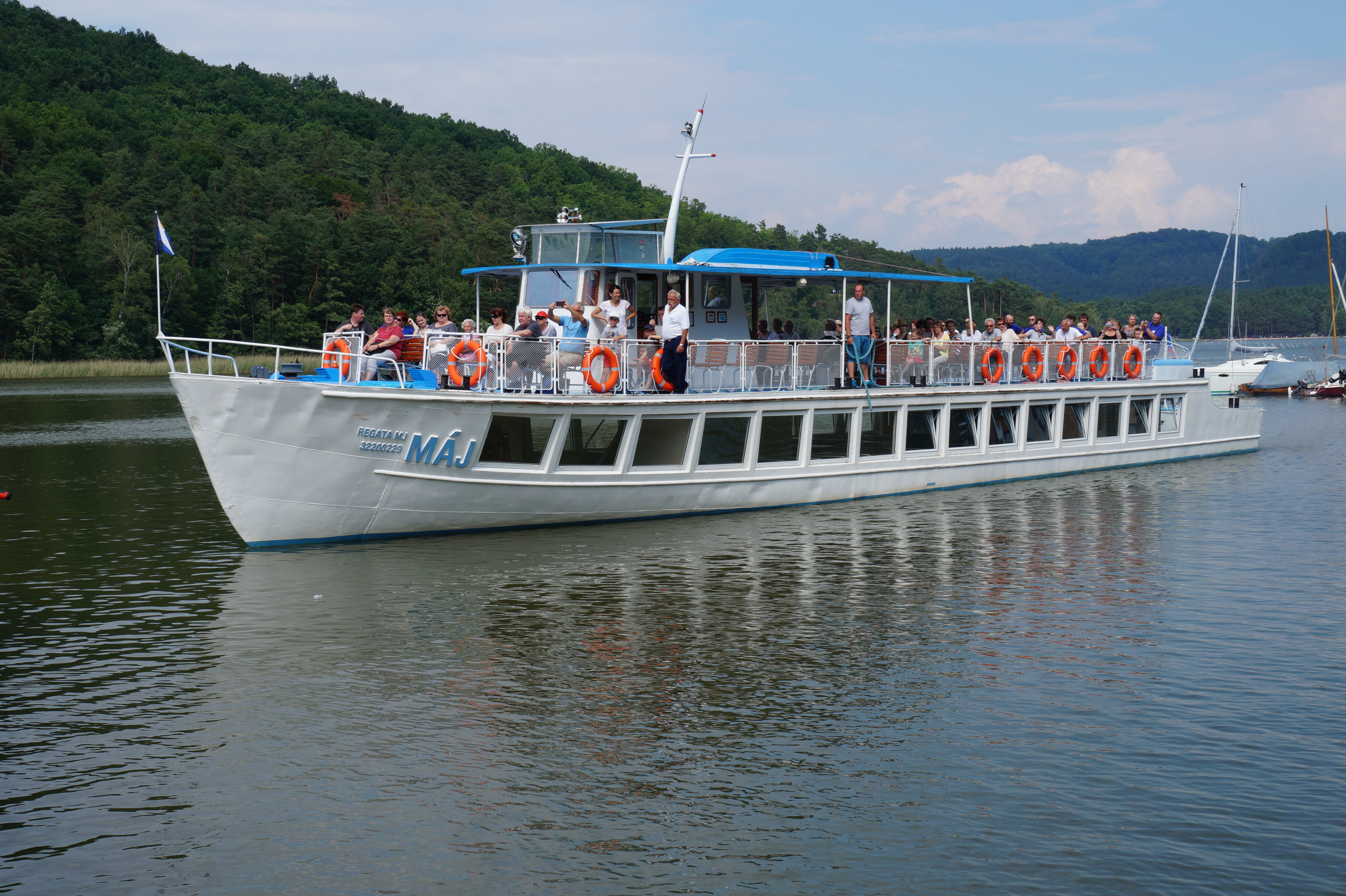
Loď Máj míří do přístavu ve Starých Splavech (srpen 2014)

Roku 1924 přibyla motorová loď Maria. Kolem roku 1930 byl parníček Greif nahrazen motorovou lodí Tista. Po druhé světové válce a odsunu německého obyvatelstva byly tyto lodě německé výroby Maria a Tista přejmenovány na Jarmila a Hynek. Roku 1959 přibyla česká loď Máj a roku 1966 maďarská loď Racek.
Regata Máchovo jezero a. s. (založená roku 1993, v únoru 2011 přejmenovaná z původního názvu REGIO Máchova kraje a. s.) provozuje linkovou lodní dopravu v obousměrné okružní trase Doksy – Staré Splavy – Borný – Valdštejnská plovárna – Doksy. Linka je v provozu jen o letních prázdninách, kdy jezdí tři páry spojů (označovaných slovem „linka“) denně, plavby se konají za podmínky minimálního počtu 25 cestujících. Doba plavby je 60 až 75 minut. V květnu, červnu, září a říjnu se konají plavby jen na objednávku, konají se též příležitostné plavby například o Velikonocích. Tato linka je jedinou veřejnou lodní dopravou na území Libereckého kraje. Jízdné v roce 2011 činilo v linkové dopravě až 25 Kč pro celou trasu linky pro dospělého a 85 Kč na nelinkové okružní plavbě, pro děti a pro plavbu jen v části linky je cena nižší. Dopravce zde provozuje čtyři lodě: Máj (dle krajské studie vyrobena roku 1930, dle informace dopravce spuštěna na vodu na jaře 1959, vyrobena v loděnici Štěchovice, obsaditelnost 250 osob), Hynek (vyrobena 1930 v Berlíně, původně Tista, obsaditelnost 70 osob, koncem 90. let rekonstruována), Racek (vyrobena v Budapešti roku 1966, obsaditelnost 160 osob) a Jarmila (vyrobena 1924 v berlínských loděnicích Dekumag, původně Maria, obsaditelnost 60 osob). V letech 2002–2007 se roční počet odbavených cestujících pohyboval mezi 41 až 55 tisíci osob, z toho část tvořily i plavby objednané cestovními kancelářemi a plavby spojené s prezentací zboží. V letech 2008 a 2009 byly tyto akce omezeny a využití lodní dopravy kleslo téměř na polovinu.

### Turistické trasy

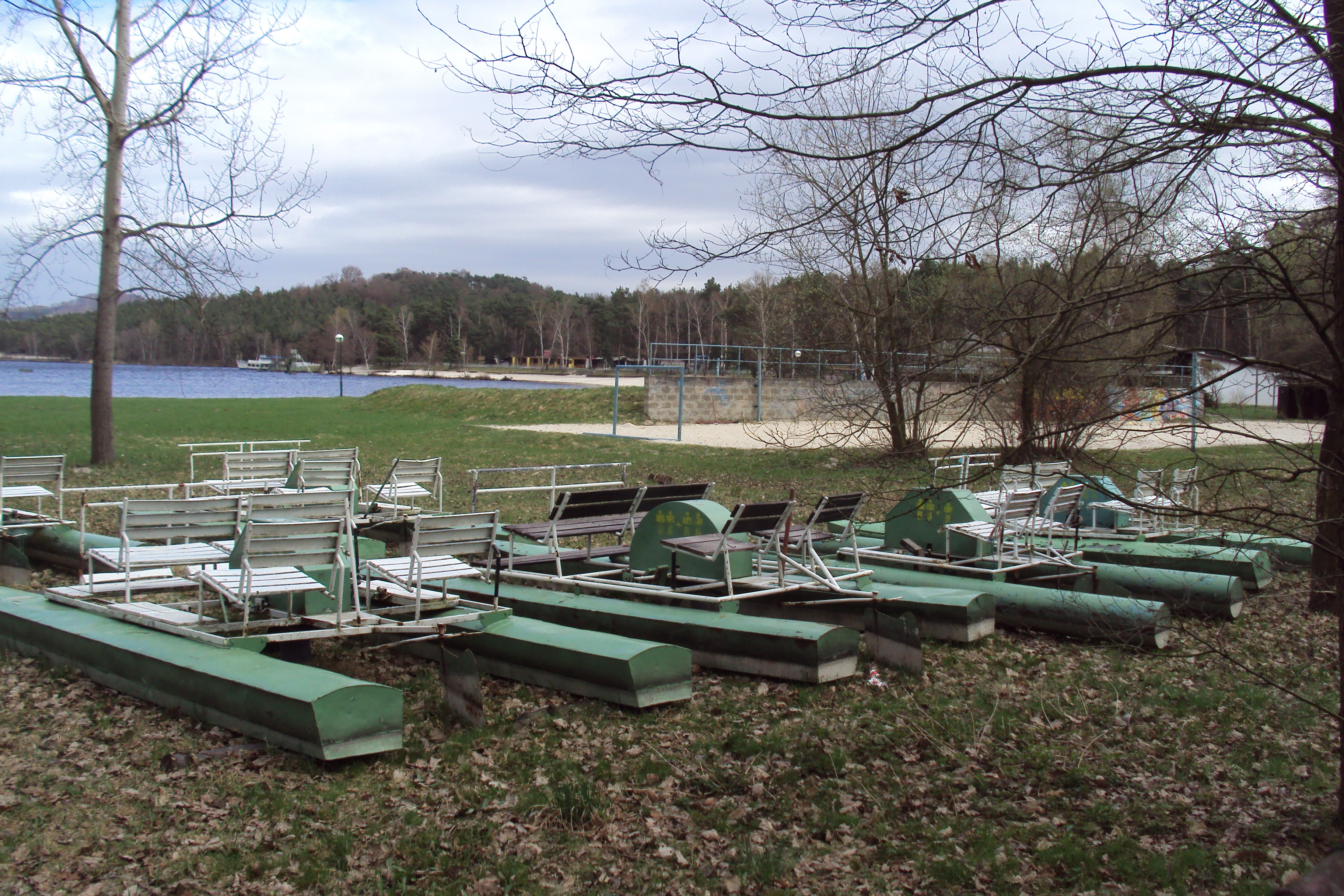
Hlavní pláž u Doks před sezonou

Kolem celého jezera vedou turistické trasy všech barev. Kolem jihozápadního břehu vede červená trasa z Doks do Starých Splavů. Z nich vede po západním břehu krátká žlutá spojka na modrou trasu vedoucí po severním břehu, ze které se na parkovišti odpojuje zelená trasa vedoucí po severovýchodní straně, posléze i východní straně jezera až do Doks. Na severovýchodním břehu ještě vede žlutá trasa a žlutá vede i na jižním břehu jezera při severním okraji Doks. Vedou sem také cyklotrasy 014, 3045. V letech 2009–2012 byly kolem Máchova jezera upraveny nové naučné stezky – dětská Se Čtyřlístkem okolo Blaťáku (Máchovo jezero je totiž předobrazem rybníku Blaťák v komiksu Čtyřlístek), Naučná stezka Swamp a Naučná Máchova stezka. Bylo také díky dotacím z Evropské unie zároveň vytvořeno Muzeum Čtyřlístek v Doksech a upravena Jarmilina stezka na kratší spojnici mezi Doksy a Starými Splavy.

## Obce na březích
Na jihovýchodním břehu leží město Doksy a na severozápadním břehu obec Staré Splavy, která je správní součástí města Doksy. V obou obcích jsou železniční zastávky na trati 080 od České Lípy do Bakova nad Jizerou.

## Zajímavosti u jezera
Na severním břehu se nachází tzv. Jarmilina skála, odkud podle pověsti skokem do jezera ukončila svůj život Jarmila, jedna z ústředních postav básně Máj od Karla Hynka Máchy. V letech 1936–1938 zde stál Máchův pomník, po záboru Sudet devastován místními henleinovci, shozen do jezera, vyzvednut Čechy a převezen do Bělé po Bezdězem. Jarmilina skála je v současnosti nepřístupná, neboť se nachází v areálu městské pláže Staré Splavy, který má od města dlouhodobě pronajat podnikatel Roman Vyštějn.

## Pověsti
K založení jezera a k jeho okolí se váže řada legend (o Daliboru z Myšlína, o Myším hrádku, o mlynáři ve Starých Splavech a vzniku vrchu Bezdězu).

#### Legendy o založení jezera

##### Verze 1:
Císař Karel IV. se jednou vydal se svou družinou na lov. Dlouho prý nemohli natrefit na žádnou zvěř, až pojednou vyrazil z houští statný jelen. Prchal před lovci do kraje hlubokých lesů, mokřadů, bažin a jezírek. Tam jim zmizel z dohledu. Král byl rozmrzelý z neúspěšného lovu a rozhodl se vrátit zpět, když vtom uslyšel nádherný zpěv. Vydal se za hlasem a dojel na louku, kde spatřil prozpěvujícího si ovčáka se stádem oveček. Za ním dorazila i jeho družina, která byla po pronásledování jelena celá promáčená a plná bahna a bláta z bažin. Krále napadlo, jak by bylo příjemné, kdyby se mohli na tomto místě vykoupat. A tak nařídil, aby zde byl vybudován rybník. Tak se také později stalo. Ve vsi Staré Splavy byla rozšířena stará kamenná propusť a vedle ní navršena hráz, která zadržela vody z potoků Jordán a Doks. Hráz a kamenná výpusť tu jsou dodnes.[zdroj?]

##### Verze 2:

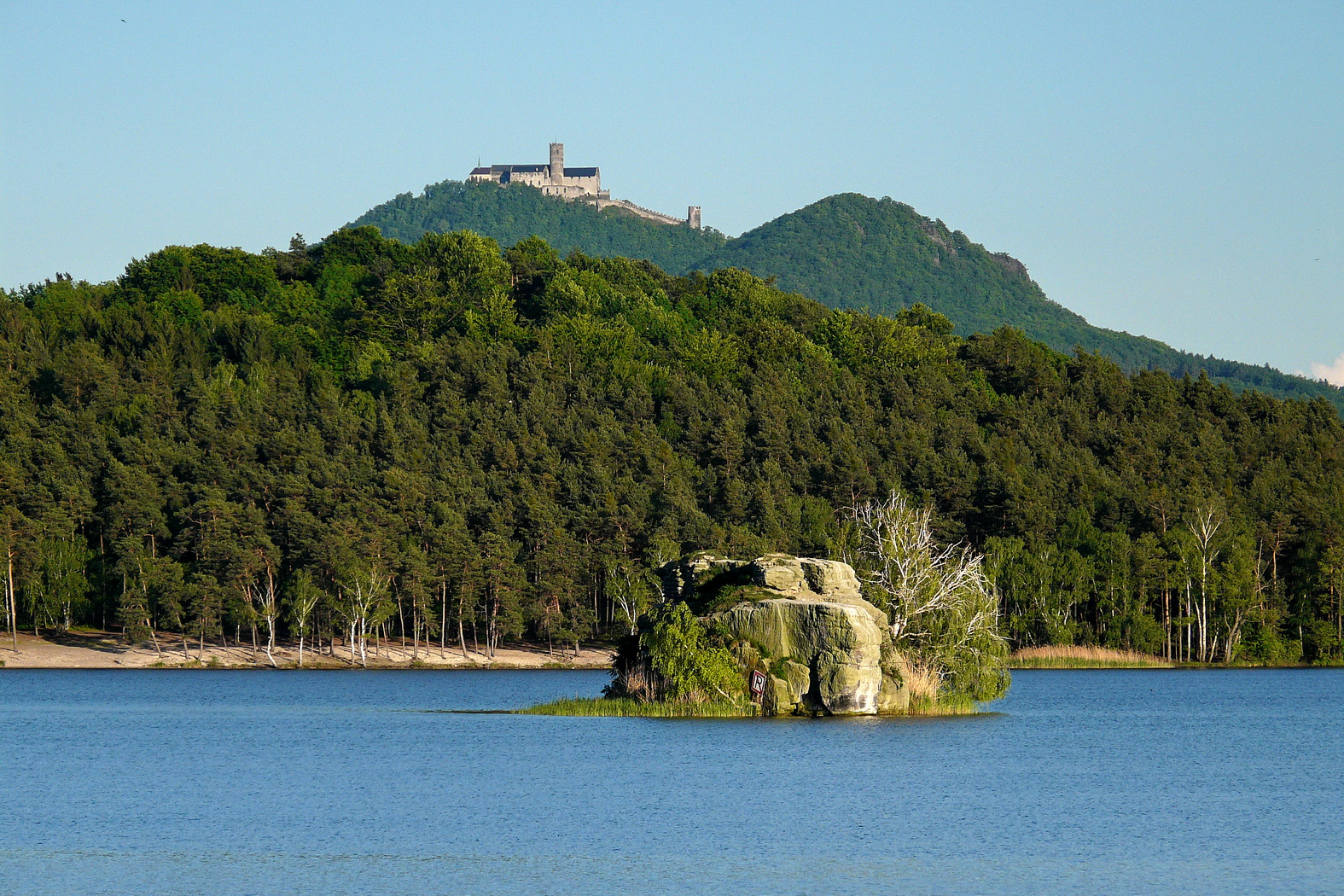
Myší ostrůvek a Bezděz

Císař Karel IV. se jednou vydal se svou družinou na lov. Lovil celé dopoledne, až se unavený a vyhladovělý rozhodl poobědvat. Při hledání vhodného místa narazil na skálu, na kterou následně usedl. Při jídle se rozhlížel po krajině, až ho napadlo, že její zdejší ráz je velice vhodný pro postavení opravdu velkého rybníka. Jak dojedl, přerušil lov a vydal se konat zpět na svůj hrad. Od té doby se daná skála stále jmenuje Králův stolec a leží poblíž města Doksy na zelené turistické značce.[zdroj?]

#### O Daliborovi z Myšlína
Dle jedné z pověstí měl zeman Dalibor z Myšlína tak velký strach o svůj majetek, že nechal na ostrůvku rybníka vystavět malý hrádek. Tam se nechal poté lodí odvézt i se svým majetkem a zásobami. Myslel, že zde bez úhony přečká všechny problémy a bude zde v bezpečí. Jenže spolu se zásobami potravin se na ostrůvek dostala jedna malá myška. Ta ve skladu potravin vyvedla mladé. Následovalo nekontrolovatelné přemnožení, kterému nešlo zabránit. Myším padly za potravu veškeré zásoby. A tak bez zásob nemohl Dalibor na ostrově dále přebývat, neboť by zemřel hlady. Jednoho dne musel přeplavat na břeh, povolat převozníka a s hanbou se z ostrova odstěhovat. Od té doby se mu neřeklo jinak, než Dalibor z Myšlína a ostrůvku „Myší“.